# Космачёвка
Космачёвка — село в Сосновском районе Тамбовской области России. Входит в состав Сосновского поссовета.

## География
Космачёвка расположена в пределах Окско-Донской равнины, в центральной части района.
Климат
Космачёвка находится, как и весь район, в умеренном климатическом поясе, и входит в состав континентальной климатической области Восточно-Европейской равнины. В среднем в год выпадает от 350 до 450 мм осадков. Весной, летом и осенью преобладают западные и южные ветра, зимой — северные и северо-восточные. Средняя скорость ветра 4-5 м/с.

## История
В 1895 году построена Крестовоздвиженская церковь.
Согласно Закону Тамбовской области от 17 сентября 2004 года № 232-З село возглавило образованное муниципальное образование Космачёвский сельсовет.
После упразднения сельсовета, согласно Закону Тамбовской области от 03 декабря 2009 года N 587-З «О преобразовании некоторых муниципальных образований Тамбовской области» Космачёвка вошла в состав Сосновского поселкового совета.

## Население
| 2010 |
| ---- |
| 90   |

## Инфраструктура
В 2007 году была закрыта школа.

## Транспорт
Остановка общественного транспорта «Космачёвка»